# Santa y Real Casa de Misericordia de Bilbao
La Santa y Real Casa de Misericordia de Bilbao (en vasco: Bilboko Erruki Etxe Santua), conocida popularmente como La Misericordia (en vasco: Erruki etxea), es un edificio e institución española de la ciudad de Bilbao, en Vizcaya. La Misericordia es desde su fundación en 1774 una institución dedicada a atender a los más necesitados.
La Misericordia está situada en el número 2 de la avenida de Sabino Arana, en el barrio de Indauchu. Tiene delante el parque de la Casa de Misericordia, y cerca está el hotel Hesperia Zubialde, el estadio de San Mamés y la plaza del Sagrado Corazón de Jesús.

## Historia
La Santa y Real Casa de Misericordia de Bilbao fue fundada en 1762 como «Casa de Misericordia». Desde entonces, La Misericordia ha desempeñado un importante papel benéfico y educativo en Bilbao, especialmente desde la inauguración por el rey de España, Amadeo I de Saboya, en 1872, donde permanece hoy la institución.
Su construcción estuvo a cargo del arquitecto Antonio de Goycoechea, siendo un ejemplo de la arquitectura urbana del siglo XIX de corte neoclásico con tintes neobarrocos.
Un siglo después, la Diputación de Vizcaya y el Ayuntamiento de Bilbao compraron unos terrenos para construir un nuevo edificio, trasladándose en 1872 a la sede actual, la finca conocida como «San Mamés» en el n.º 2 de la avenida de Sabino Arana, con una superficie aproximada de 26 600 m2 de los cuales 16 600 m2, aproximadamente, son jardines exteriores.
Según la primera norma del reglamento de 1897, vigente durante todo el siglo XX: «El albergue de San Mamés tenía como objetivo proporcionar alojamiento y comida a personas sin hogar de ambos sexos, curar enfermedades y proporcionar a los jóvenes una educación que les ayudara a encontrar trabajo y carrera en el futuro».
Actualmente en la Casa de la Misericordia hay más de doscientas personas mayores, muchas de las cuales no tienen medios económicos para pagar su estancia, por lo que la Casa de la Misericordia y otras organizaciones corren con los gastos.

### San Mamés
En su capilla está san Mamés, un niño mártir que, según cuenta la leyenda, amansó a los leones a los que fue arrojado por sus verdugos. Por eso también el vecino estadio de fútbol se llamó «San Mamés» y a los jugadores del Athletic de Bilbao se les conoce popularmente como "los leones".

### Jardines
De estilo romántico, cuentan con un gran número de árboles centenarios y con más de cuarenta especies diferentes. El parque está rodeado por una verja que se cierra durante la noche. Pero de día, es de acceso libre.

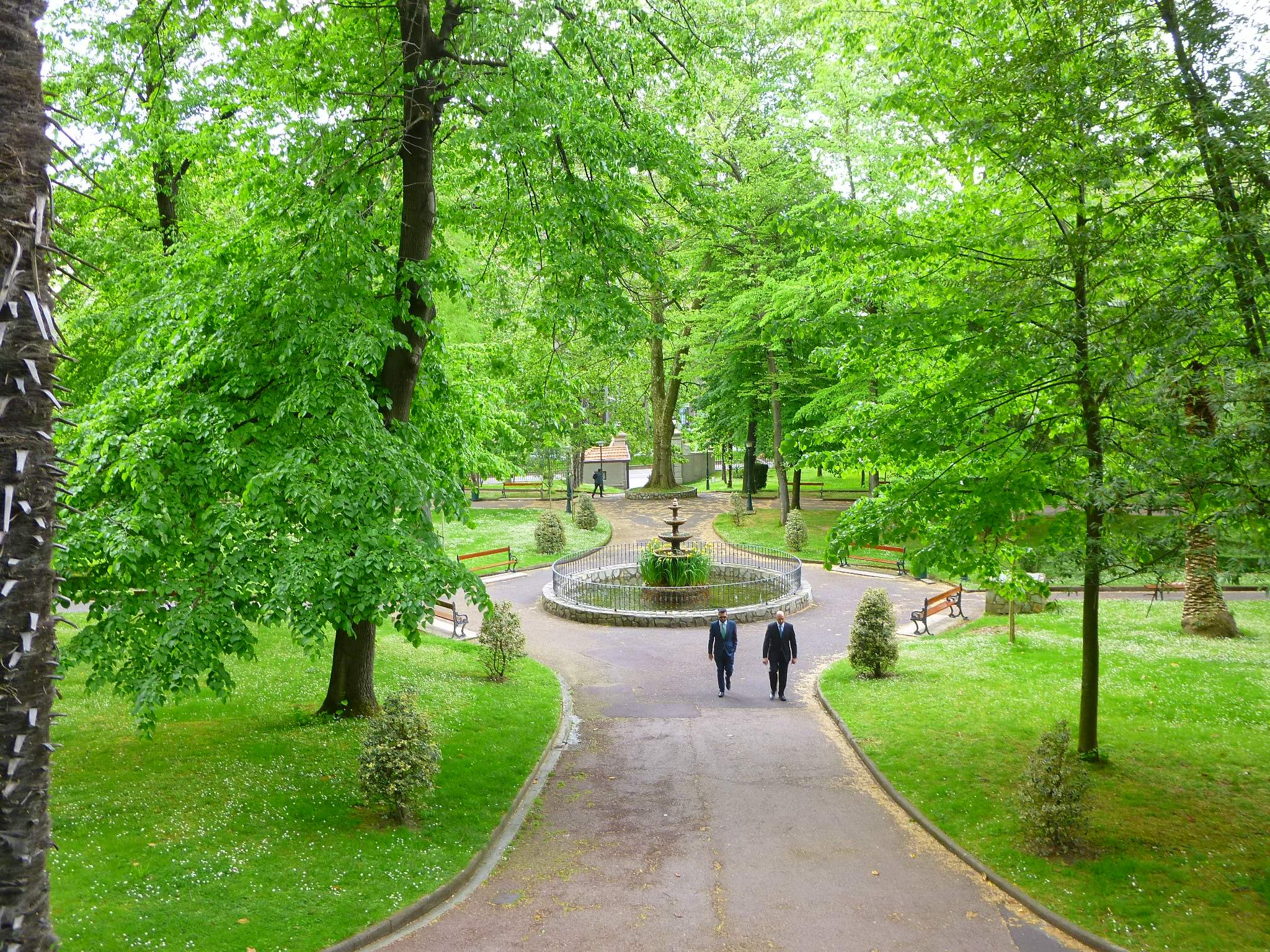
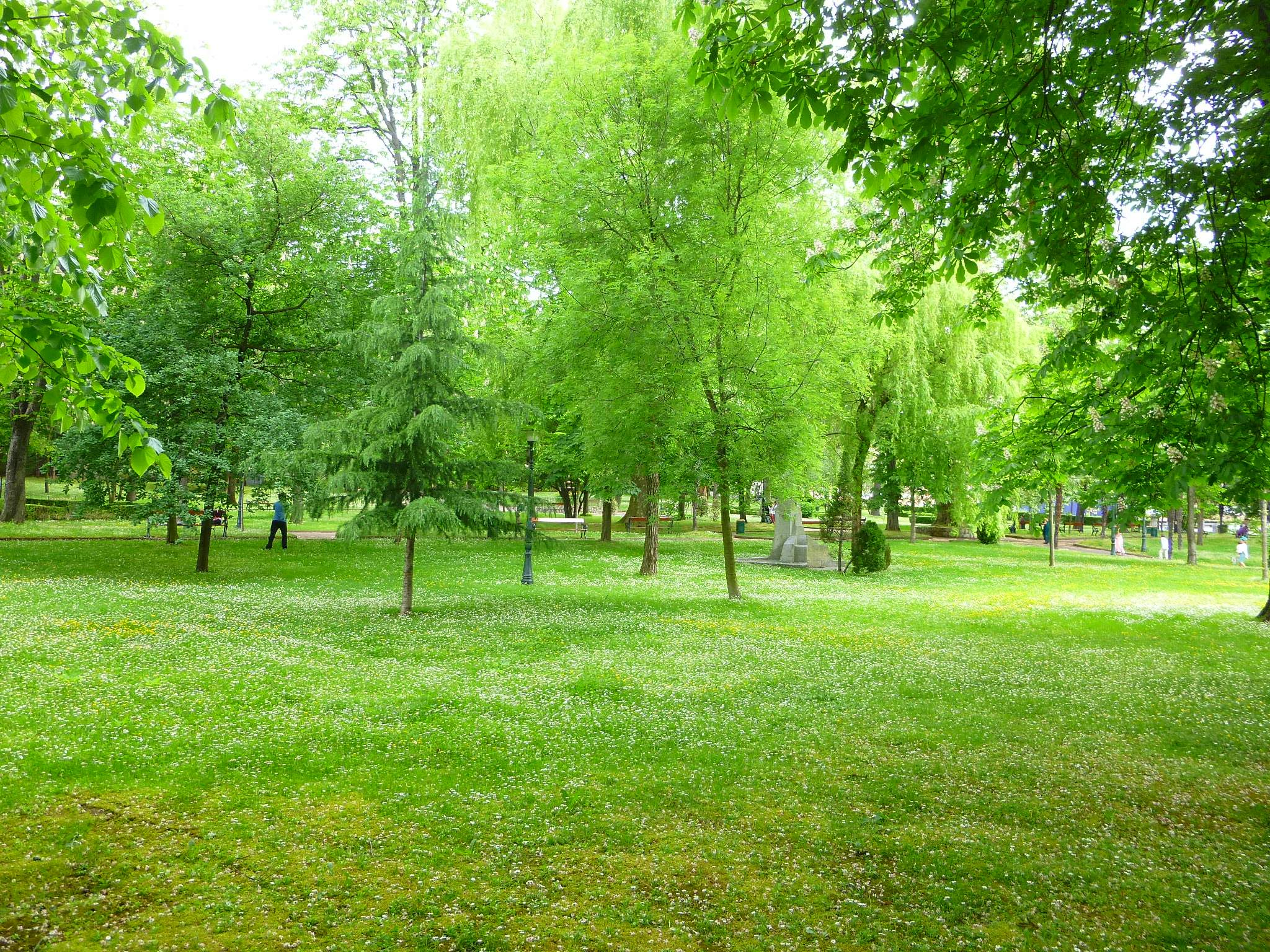
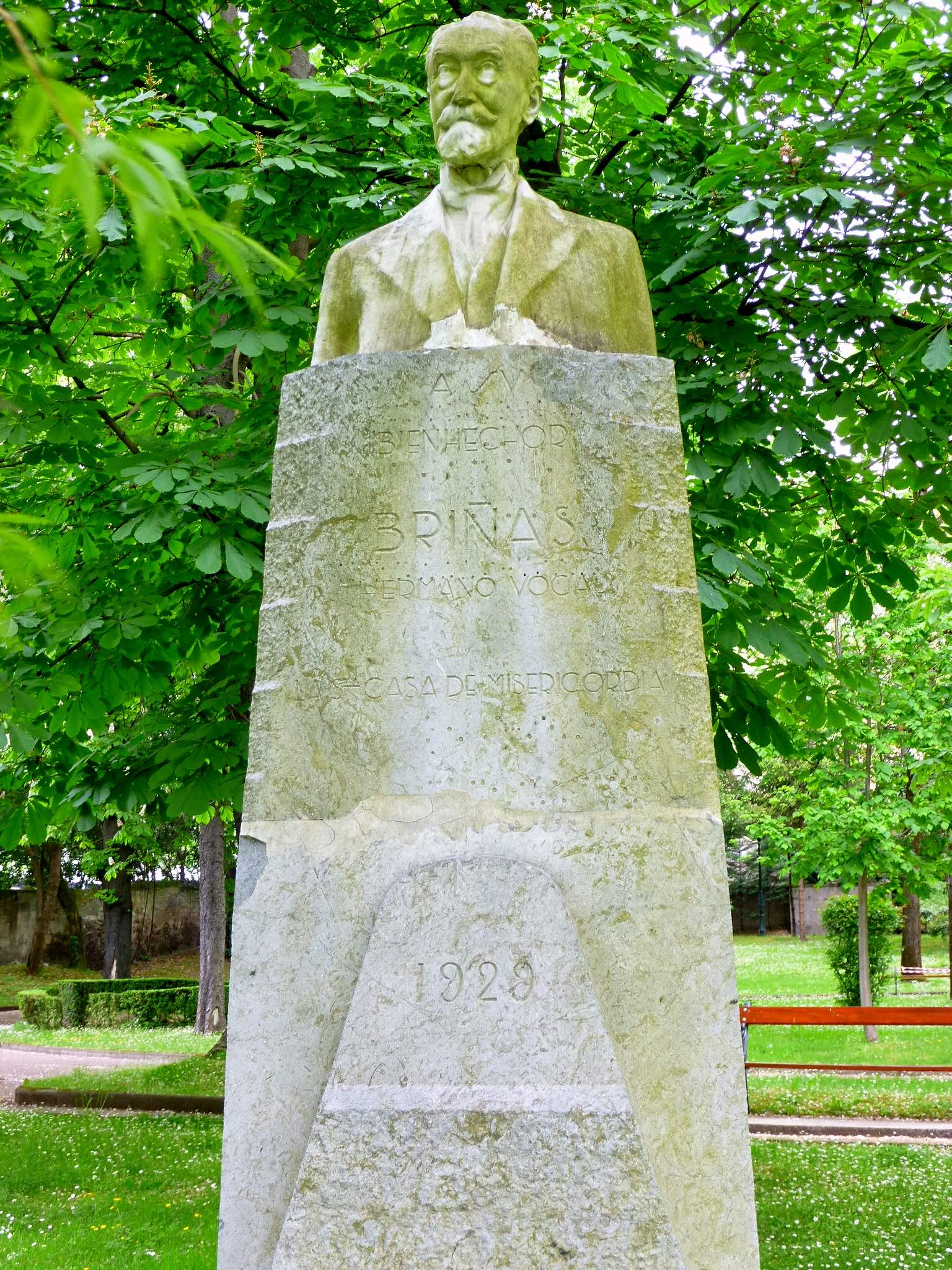
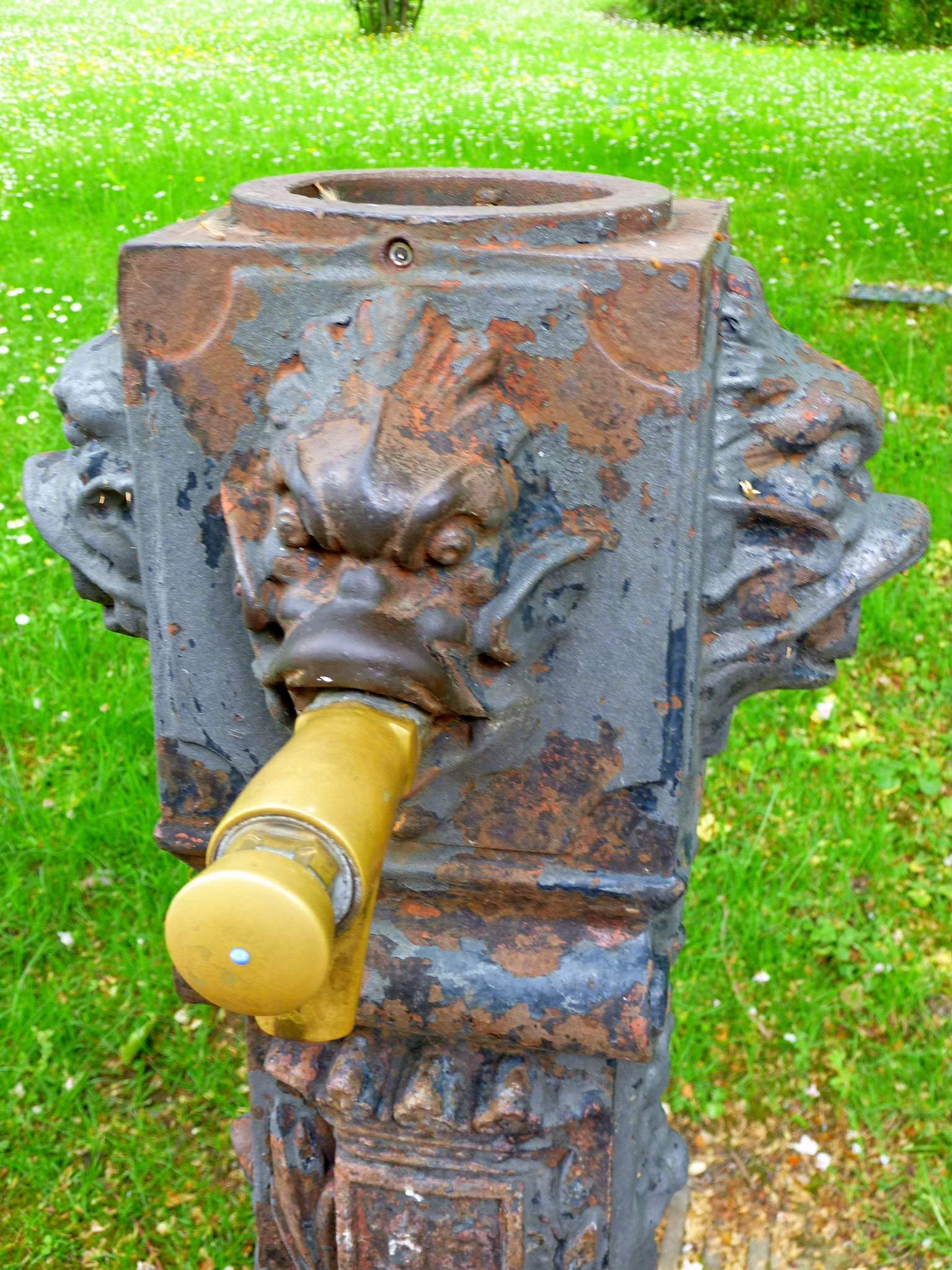
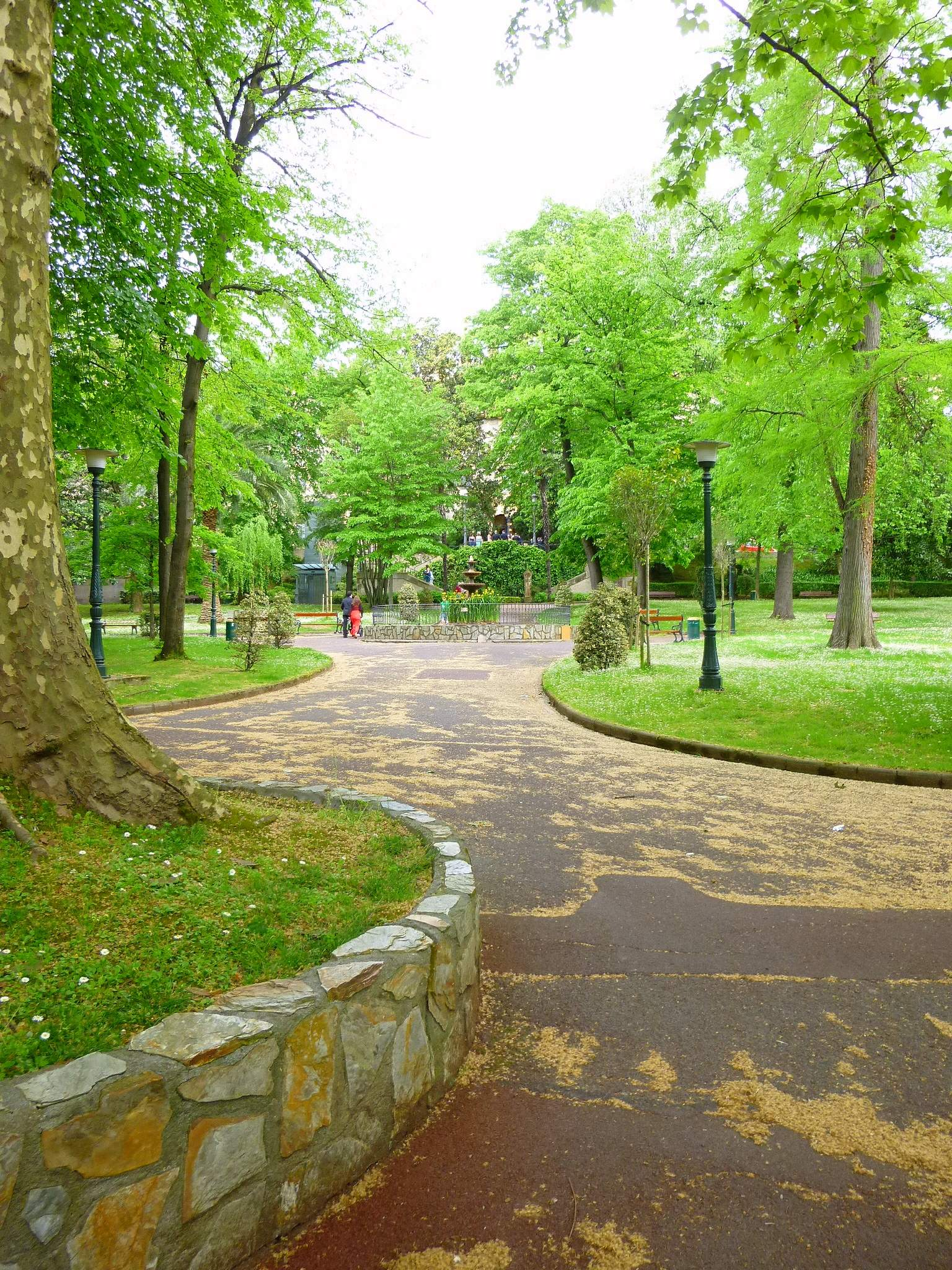

## Comunicaciones
- Estación de San Mamés del metro de Bilbao.
- Estación de Sabino Arana del tranvía de Bilbao.

## Edificios y ubicaciones adyacentes
- Estadio de San Mamés
- Hotel Hesperia Zubialde
- Palacio Euskalduna
- Plaza del Sagrado Corazón de Jesús